# Буйки (Дятловский район)
Буйки́ (бел. Буйкі) — деревня в Вензовецком сельсовете Дятловского района Гродненской области Белоруссии. По переписи населения 2009 года в Буйках проживало 25 человек. Площадь сельского населённого пункта составляет 29,70 га, протяжённость границ — 5,60 км.

## География
Буйки расположены в 14 км на юго-запад от Дятлово, 158 км от Гродно, 27 км от железнодорожной станции Новоельня.

## История
В 1905 году Буйки — околица в Пацовской волости Слонимского уезда Гродненской губернии (42 жителя).
В 1921—1939 годах Буйки находились в составе межвоенной Польской Республики. В 1923 году — 24 хозяйства, 121 житель. В сентябре 1939 года Буйки вошли в состав БССР.
В 1996 году Буйки входили в состав Гербелевичского сельсовета и колхоза «Новая жизнь». В деревне имелось 39 хозяйств, проживало 69 человек.
13 июля 2007 года деревня была передана из ликвидированного Гербелевичского в Вензовецкий сельсовет.